# Сврљишко-заплањски дијалекат
Сврљишко-заплањски дијалекат је један од призренско-тимочких штокавских дијалеката српског језика. Спада у источноштокавске дијалекте, а распрострањен је у делу југоисточне Србије, на подручју Сврљига и Заплања.